# 布雷特·希尔
布雷特·希尔（英語：Brett Hill，1944年8月8日—2002年7月5日），澳大利亚男子游泳运动员，主攻蝶泳。他曾代表澳大利亚参加1962年和1966年大英帝国和英联邦运动会游泳比赛，获得一枚银牌和一枚铜牌。